# Валдох, Томаш
То́маш Во́йцех Ва́лдох (Вальдох, пол. Tomasz Wojciech Wałdoch; 10 мая 1971, Гданьск, Польша) — польский футболист и футбольный тренер.

## Карьера

### Клубная
Воспитанник футбольной школы гданьского клуба «Сточнёвец». В 1988 году заключил контракт с «Гурником» из Забже, начав выступать в польской Экстраклассе. В 1995 году переехал в Германию, заключив контракт с «Бохумом». Через 4 года перешёл в состав «Шальке 04». С 2000 по 2004 годы был капитаном клуба. В 2006 году покинул клуб, через год завершил карьеру в белостокской «Ягеллонии».

### В сборной
В составе олимпийской сборной стал серебряным призёром игр в Барселоне 1992 года. Всего провёл 74 игры, забил 2 гола. Единственный раз был участником чемпионата мира в 2002 году, выводил сборную как капитан команды.

### Тренерская
С 2006 года с перерывами работает в «Шальке 04»: 1 июля был назначен помощником тренера юношеского состава, затем с 15 апреля по 30 июня 2008 работал в дубле гельзенкирхенского клуба. 11 ноября 2009 временно был назначен помощником главного тренера польской сборной 20 апреля 2010 года был назначен спортивным директором «Гурника» из Забже. В 2011 году стал главным тренером юношеского состава «Шальке 04».

## Достижения
- Серебряный призёр чемпионата Германии: 2000/01
- Обладатель Кубка Германии: 2000/01, 2001/02
- Финалист Кубка немецкой лиги: 2001, 2002
- Обладатель Кубка Интертото: 2003, 2004
- Победитель Второй Бундеслиги: 1995/96

## Личная жизнь
Женат. Есть сын Камил (родился 4 июля 1992), играющий в дубле «Шальке 04».